# Cantonul Saint-Tropez
Cantonul Saint-Tropez este un canton din arondismentul Draguignan, departamentul Var, regiunea Provence-Alpes-Côte d'Azur, Franța.

## Comune
- Cavalaire-sur-Mer
- Gassin
- La Croix-Valmer
- La Môle
- Ramatuelle
- Rayol-Canadel-sur-Mer
- Saint-Tropez (reședință)